# Infailibilitatea papală

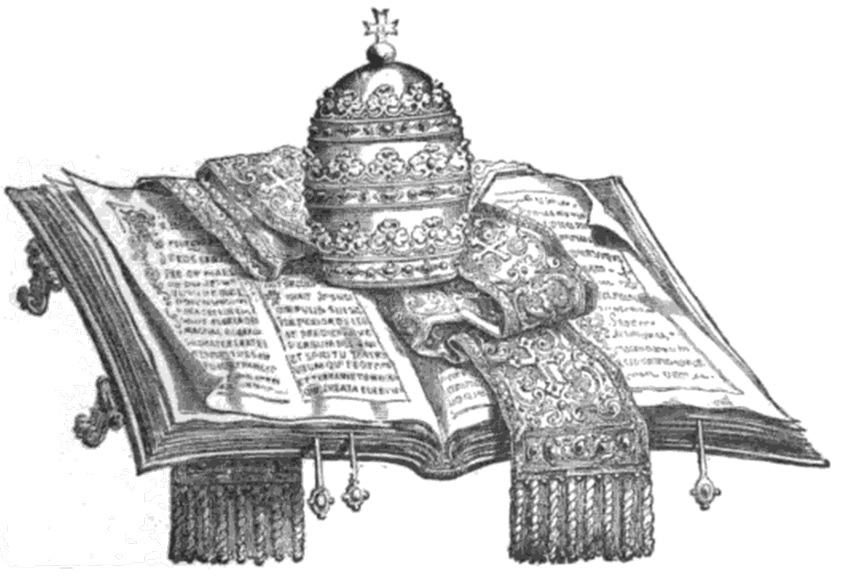
Infailibilitatea papală, desen alegoric de la 1881 al lui Lucas Caspar Businger, unde vedem tiara papală așezată pe biblie.

Infailibilitatea papală este o dogmă a Bisericii Catolice despre faptul că Papa de la Roma este nesupus greșelii când proclamă în mod solemn o învățătură a Bisericii în domeniul credinței sau al moralei. Această dogmă explică infailibilitatea prin lucrarea Sfântului Duh. Își are originea în reacția împotriva conciliarismului, preconizat de Conciliul de la Konstanz (1414-1418). 
Conciliul Vatican I (1869-1870) a definit infailibilitatea papală ca dogmă, în pofida opoziției acerbe venite în special din partea episcopatului din Germania și Austro-Ungaria. Principalii oponenți ai dogmatizării infailibilității au fost cardinalul Friedrich zu Schwarzenberg, arhiepiscop de Praga, și cardinalul Lajos Haynald, arhiepiscop de la Kalocsa. Până azi, ortodocșii și (neo)protestanții contestă această învățătură, din diverse motive. 
Dogmatizarea infailibilității papale a avut loc pe fondul conflictelor legate de democratizarea și liberalizarea societății europene pe parcursul secolului al XIX-lea, în încercarea de a identifica un reper imuabil. În fața ostilității crescânde a societăților europene față de religie, Biserica Catolică a reacționat la Primul conciliu ecumenic de la Vatican articulând o autoritate vizibilă, în persoana papei. Așa fiind, constituția Pastor aeternus⁠(en)[traduceți] începe cu cuvintele „Păstorul veșnic (= Isus Cristos)”, arătând că acesta a hotărât construirea Bisericii, instituind păstori și învățători până la sfârșitul veacurilor. Din rândul apostolilor l-a ales pe Simon Petru ca să-I conducă turma, încredințându-i rolul de a fi fundament vizibil al unității credincioșilor. Fiind nevoie ca acest fundament să dureze, primatul lui Petru este transmis din generație în generație succesorilor acestuia, adică episcopilor Romei.
Conform teologiei catolice, sunt câteva concepte majore pentru înțelegerea revelației divine și infailibile: Sfânta Scriptură, Sfânta Tradiție și Sfântul Magisteriu. Învățătura despre infailibilitatea papală face parte din Sfântul Magisteriu, ce la rândul său este compus din conciliile ecumenice și „magisteriul universal și comun”. Învățăturile infailibile ale papei, ca adevăruri de credință revelate, nu pot contrazice celelalte izvoare ale Revelației (Sfânta Tradiție și Sfânta Scriptură).  

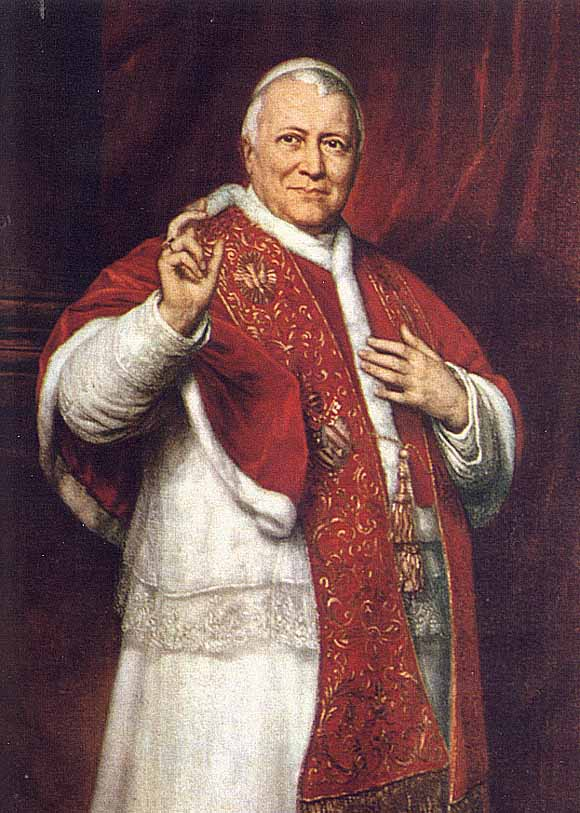
Papa Pius al IX-lea (1846–1878), sub a cărui domnie doctrina infailibilității papale a căpătat definiție dogmatică, cu prilejul Primului conciliu de la Vatican

Termenul "ex cathedra" a fost stabilit la 1870 ca desemnând puterea episcopului Romei (suveranul pontif) caracterizată prin supremație papală, având autoritatea stabilirii a ceea ce este valabil în materie de credință.   
Pentru ca o învățătură a papei sau a conciliului ecumenic să fie acceptată ca infailibilă, acea învățătură trebuie să fie:
- o decizie a înaltei autorități doctrinare a Bisericii (papa sau Colegiul episcopilor);
- o dogmă în materie de credință sau de morală;
- cu putere obligatorie în toată Biserica;
- propusă ca ceva care va dăinui neschimbat.
Această doctrină își are temeiul în Sfânta Scriptură [versetele folosite sunt din "La Bible du semeur", 1992]:
- Ioan 1,42: Iisus, privindu-l, i-a zis: "Tu ești Simon, fiul lui Iona; tu vei fi numit Chefa (ce înseamnă Petru)".
- Marcu 3,16: Iată numele celor doisprezece: Simon, cel numit Petru;...
- Marcu 16,18: Iar Eu îți spun că tu ești Petru și pe această piatră voi zidi biserica Mea, iar porțile iadului nu o vor învinge.
- Ioan 21,15-17: Iisus îi zice: "Paște mieii Mei (sau oile Mele)" [El declară de trei ori]
- Luca 10,16: Cine ascultă de voi de Mine ascultă, iar cine vă respinge pe Mine Mă respinge, iar cine Mă respinge Îl respinge pe Acela care M-a trimis.
- Luca 22, 31-32: Dar M-am rugat pentru tine, ca să nu se stingă credința ta, iar atunci când te vei întoarce, întărește-i pe frații tăi.
- Faptele 15,28: Căci Îi pare plăcut Duhului Sfânt, iar noi nu vrem să vă încărcăm mai mult decât este necesar. (apostolii se referă la inspirațiunea Duhului Sfânt)
- Matei 10,2: Iată numele celor doisprezece apostoli. Primul, Simon numit Petru... (ucenicul Petru este cel dintâi)

Biserica Catolică stabilește că nu tot ceea ce învață papa este infailibil; invocarea infailibilității (de ex., canonizarea de sfinți) se face foarte rar. Klaus Schatz, teolog catolic și istoric al bisericii, într-o lucrare publicată în 1985, a compus o listă exemplificativă de documente ex cathedra :
- "Scrisoare către Flavian" – papa Leon I, anul 449, vorbind despre dubla natură a lui Cristos, concepție primită de Conciliul de la Calcedon;
- "Scrisoarea papei Agaton" – anul 680, vorbind despre cele două voințe ale lui Cristos, concepție primită de Al treilea conciliu de la Constantinopol;
- Benedictus Deus – papa Benedict al XII-lea, 1336, despre viziunea beatică de după moarte, dar înainte de Judecata de apoi;
- Cum occasione – papa Inocențiu al X-lea, 1653, declarând eretice cinci teze ale jansenismului;
- Auctorem fidei – papa Pius al VI-lea, 1794, prin Sinodul de la Pistoia, declară eretice șapte teze janseniste;
- Ineffabilis Deus – papa Pius al IX-lea, 1854, proclamând "Neprihănita Zămislire";
- Munificentissimus Deus – papa Pius al XII-lea, 1950, proclamând "Adormirea Maicii Domnului".

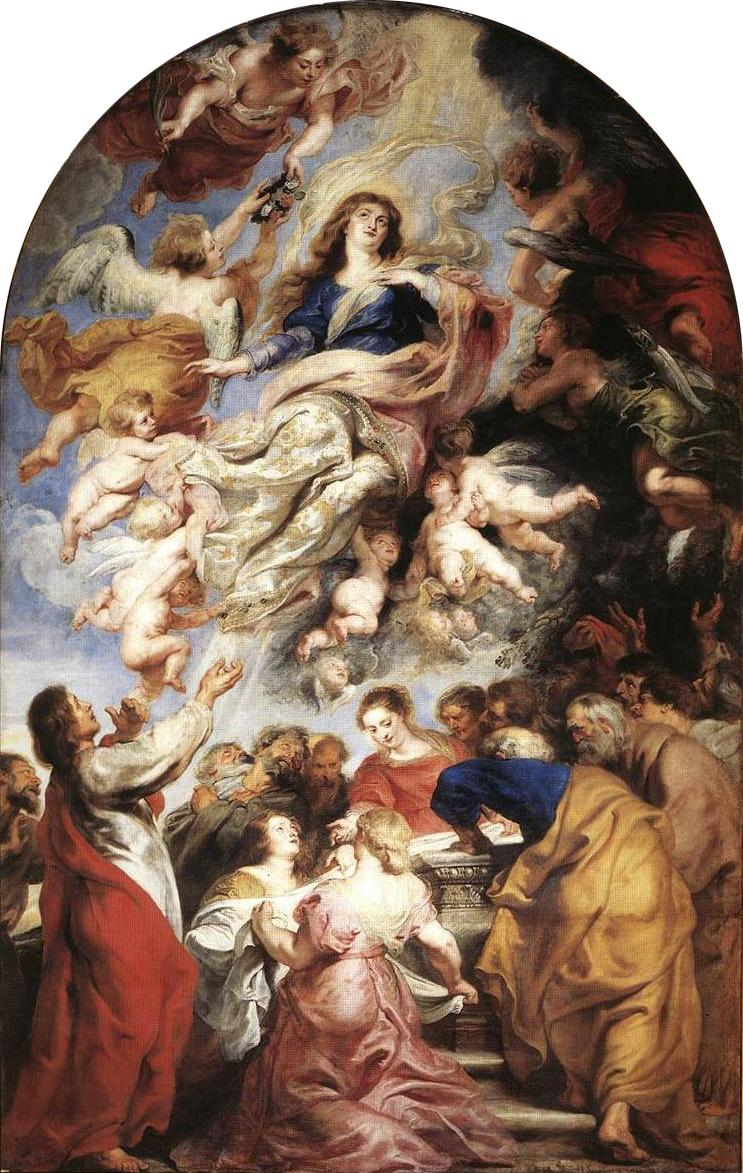
Singura dată când infailibilitatea papală a fost pusă în practică ex cathedra a fost proclamarea solemnă a dogmei mariane a înălțării, trup și suflet, la ceruri a Sf. Maria, la 1950. Pictură a Adormirii Maicii Domnului, de Rubens, făcută la 1626

Pentru clarificare, Al doilea conciliu ecumenic de la Vatican a adoptat constituția dogmatică Lumen gentium, prin care a precizat următoarele:   
- păstrează ideile hotărâte la conciliul precedent;   
- Iisus Cristos i-a trimis în lume pe ucenicii Săi, care formează Biserica, așa cum Tatăl ceresc L-a trimis pe Fiul Său;   
- Dumnezeu a hotărât ca succesorii apostolilor, adică episcopii, ar trebui să fie păstorii Bisericii Lui până la sfârșitul lumii;   
- Cristos l-a ales pe apostolul Petru să-i conducă pe ceilalți apostoli, astfel ca să asigure unitatea Bisericii, ca semn vizibil și etern al comuniunii și al unității de credință;   
- Conciliul sugerează cu căldură ca tot ce se discută despre instituția, perpetuitatea, sensul și rațiunea primatului sacru al pontifului roman, dar și despre magisteriul infailibil al lui, să fie crezute de toți credincioșii.

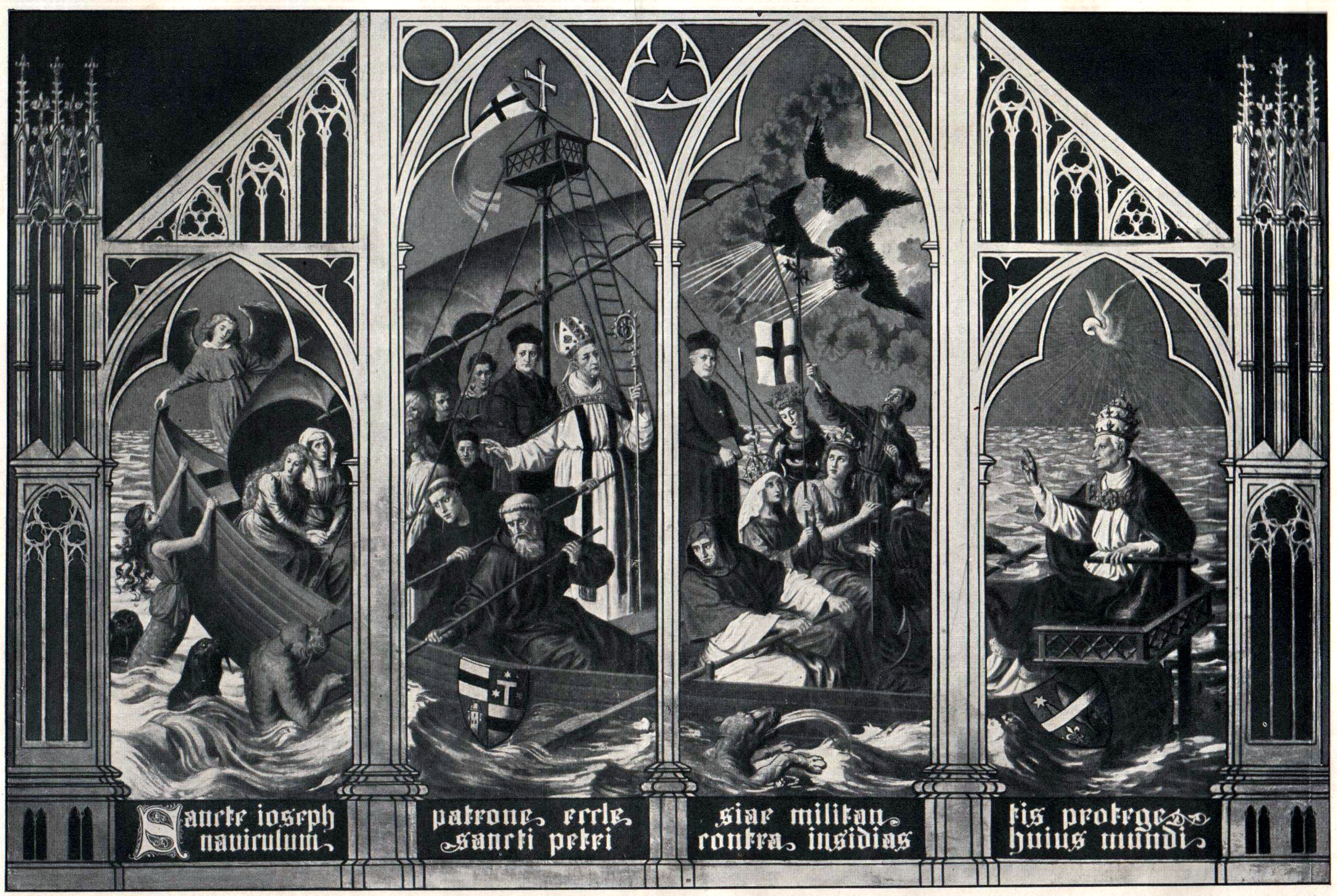
Papa Leon al XIII-lea, ca episcop al Romei și urmaș al Apostolului Petru, arătat călăuzind corabia Bisericii lui Dumnezeu (pictură a lui Friedrich Stummel de la capela germană din Kevelaer, 1903).